# Cynanchum virescens
Cynanchum virescens là một loài thực vật có hoa trong họ La bố ma. Loài này được (K. Schum.) K. Schum. mô tả khoa học đầu tiên.